# Thomas Carney
Thomas Carney (20 de Agosto de 1824 – 28 de Julho de 1888) foi o segundo Governador do Kansas.

## Biografia
Carney nasceu no Condado de Delaware, Ohio, filho de James e Jane (Ostrander) Carney. James morreu em 1828, deixando-a viúva e quatro filhos. Thomas permaneceu em casa com a mãe até os 19 anos. Estudou em Berkshire, Ohio, onde morava com um tio. Trabalhou em negócios mercantis e, finalmente, criou um bem-sucedido negócio de atacado em Leavenworth, Kansas. No ano em que foi eleito para a assembleia legislativa, casou-se com Rebecca Ann Cannady.

## Carreira
Após seu mandato como Representante do Estado, Carney foi eleito Governador do Kansas e exerceu de 1863 até 1865. Durante seu mandato, dedicou seus esforços ao desenvolvimento do estado e à abordagem dos problemas causados pela Guerra Civil. Foi eleito Prefeito de Leavenworth em 1865. Fundador do Primeiro Banco Nacional de Leavenworth, também exerceu como diretor da Companhia Ferroviária Lawrence and Fort Gibson.
Carney estava pensando em concorrer ao Senado dos EUA em 1871, quando admitiu ter aceitado 15.000 dólares do candidato Republicano a senador Alexander Caldwell para deixar a disputa e, assim, permitir a eleição de Caldwell em 1871.
Continuou nos negócios até 1875.

## Morte
Carney morreu no dia 28 de Julho de 1888 em Leavenworth, Kansas de AVC e está sepultado no Cemitério Mount Muncie.